# Tobakstjärnarna
Tobakstjärnarna är en sjö i Härjedalens kommun i Hälsingland och ingår i Ljusnans huvudavrinningsområde.